# Aleksander Bem (muzyk)
Aleksander Bem (ur. 9 grudnia 1948 w Szczecinie, zm. 17 lipca 2019 we Fryburgu) – polski perkusista, wokalista i kompozytor.

## Życiorys
Jego siostrą jest wokalistka Ewa Bem. Pierwsze kroki stawiał w ognisku muzycznym, ucząc się gry na fortepianie. Był perkusistą zespołów: Pięciu, Burano and Leske Rom, Grupa Piotra Puławskiego i Quorum. W grudniu 1970 roku, razem ze swoją siostrą Ewą oraz z Andrzejem Ibkiem i Tadeuszem Gogoszem współtworzył zespół Bemibek, który zarejestrował kilka sesji radiowych oraz miał na koncie kilka przebojów, takich jak: Podaruj mi trochę słońca, Sprzedaj mnie wiatrowi, czy Nie bójmy się wiosny. Latem 1972 r. wraz z odejściem Andrzeja Ibka, Tadeusza Gogosza i Marka Blizińskiego, grupa zmieniła skład i z końcem roku nazwę na Bemibem. Jako muzyk sesyjny Bem pojawił się na płytach, m.in.: Stana Borysa, Piotra Figla, Maryli Rodowicz, Klanu, czy Tadeusza Woźniaka. W latach 1974–1975 wziął udział gościnnie w sesjach nagraniowych Show Bandu, zespołu działającego pod kier. Anatola Wojdyny.
Od 1974 roku był członkiem Sekcji B – Autorów Utworów Muzyki Rozrywkowej i Tanecznej Stowarzyszenia Autorów ZAiKS.
W ostatnich latach życia mieszkał w Niemczech, gdzie zmarł we Fryburgu w dniu 17 lipca 2019 roku.